# La culla (Morisot)
La culla (Le Berceau) è un dipinto della pittrice francese Berthe Morisot, realizzato nel 1872 e conservato al museo d'Orsay di Parigi.

## Descrizione
Berthe Morisot eseguì La culla nel 1872 a Parigi e la espose per la prima volta nel 1874, in occasione della celebre mostra degli Impressionisti, diventando di fatto la prima donna a far parte del gruppo. L'accoglienza conosciuta dal dipinto fu molto instabile. I più notarono il dipinto a malapena, anche se vi furono alcuni critici che ne apprezzarono la grazia e l'eleganza. Per lo più, tuttavia, l'esposizione de La culla sollevò un coro indignato di critiche. La madre di Berthe, preoccupata che la pittrice potesse uscire distrutta da una vicenda simile, chiese allora un parere al vecchio maestro della Morisot, il quale proferì sdegnatissimo: «Quando entrai fui angosciato a vedere le opere di sua figlia in quell'ambiente deleterio». Berthe, tuttavia, affrontò le critiche con dignità e ottimo spirito e seguitò a dipingere in seno agli Impressionisti, dei quali condivise per tutta la vita gli entusiasmi e gli insuccessi. Tuttavia non riuscì a vendere La culla, quadro che anche dopo la morte rimase nella sua famiglia, fino all'acquisizione nel 1930 del museo del Louvre. Dal 1986 l'opera è esposta al museo d'Orsay, trovando così la sua collocazione definitiva.
Nel quadro la Morisot coglie un momento di struggente intimità familiare, raffigurando la sorella Edma mentre veglia sul sonno della figlioletta Blanche. Berthe riesce a porre grande attenzione al fresco naturalismo della rappresentazione, enfatizzando al tempo stesso l'affettuosa quotidianità del soggetto. Edma, infatti, ha un'espressione intensa e amorosa ed è assorta in chissà quali pensieri. Mossa da un innato istinto di protezione materno, inoltre, la donna sfiora un lembo della tendina e lo interpone tra l'osservatore la neonata, ponendolo così a protezione della culla. Blanche, invece, dorme beatamente e le sue delicate fattezze «sboccia[no] come un fiore prezioso» (Cricco, Di Teodoro) attraverso la candida trasparenza del velo. Sia la giovane madre sia la bambina vengono raffigurate con un braccio piegato, come a sottolineare un'affinità psicologica.
L'intera opera lascia trasparire un sentimento tenue e delicato, e ci si sente quasi di troppo nel prendere parte a una scena così tenera e affettuosa. Il connubio tra madre e figlia viene accentuato dalla diagonale ideale che, unendo l'angolo in alto a sinistra della tela e quello opposto, allinea lo sguardo teneramente pensoso di Edma con gli occhi chiusi della piccola Blanche. La culla, che occupa tutta la metà destra della tela, accoglie la piccola dormiente: pur nella sua impalpabilità, ha una sagoma che descrive una massiccia struttura piramidale. I colori, infine, sono applicati sulla tela senza passaggi chiaroscurali, e sono giustapposti in modo da esaltarsi vicendevolmente.